# レイナルド・メルロ
レイナルド・カルロス・メルロ（Reinaldo Carlos Merlo, 1950年5月20日 - ）は、アルゼンチン・ブエノスアイレス出身の元サッカー選手、現サッカー指導者。現役時代のポジションは守備的ミッドフィールダー。

## 経歴

### 選手時代
1969年にCAリーベル・プレートからデビューして以来、1984年に現役引退するまで全ての期間をリーベル・プレートに捧げた。1975年から1981年までリーベル・プレートを率いたアンヘル・ラブルナ監督の下では7度のリーグタイトルを獲得し、その後はフアン・ホセ・ロペス監督、ノルベルト・アロンソ監督の下でもプレーした。ゴールキーパーのウバルド・フィジョール、ディフェンダーのダニエル・パサレラらとともに、守備的ミッドフィールダーとしてプレーしたメルロはチームの屋台骨であった。選手生活の晩年には新進気鋭のネストル・ゴロシートの良き助言者となった。同じポジションだったアメリコ・ガジェゴやゴロシートは後に指導者として成功し、メルロと対戦する機会があった。リーベル・プレートでは500試合以上に出場し、ボカ・ジュニアーズとのスーペルクラシコでは史上最多の42試合に出場した。

### 指導者時代
現役引退後には指導者養成学校の入学試験に向けて勉強し、続いていくつかの小規模なクラブを指揮した。1989年にはアロンソとともに古巣リーベル・プレートの共同監督に就任したが、シーズン中盤にパサレラの監督就任を公約とする新会長が就任すると、メルロとアロンソのふたりは解任された。その後は世代別アルゼンチン代表監督を務め、ボリビアのクラブ・ボリバルやチリのデポルテス・テムコなどアルゼンチン国外でも采配を振った。1999年、シーズン途中にコロンビアのアトレティコ・ナシオナル監督に就任し、カテゴリア・プリメーラAで優勝するなど成功を収めたが、メルロが執った戦術は不評であり、辞任に追い込まれた。2000年にはアルゼンチンの五大クラブのひとつであるラシン・クルブ監督に就任し、2001アペルトゥーラでは35年ぶりとなるリーグ優勝を果たした。
2004年にエストゥディアンテス・デ・ラ・プラタのカルロス・ビラルド監督が退任すると、メルロが後任監督に就任したが、2004アペルトゥーラと2005クラウスーラではプリメーラB・ナシオナル（2部）降格の危機にさらされた。エストゥディアンテスはプロデビュー戦（1969年）の相手であり、自身最高のゴールを決めた相手でもある縁が深いクラブであったが、2005年8月にはエストゥディアンテス監督を辞任した。その数週間後にはリーベル・プレートのレオナルド・アストラーダ監督が辞任してメルロが後任監督に就任した。2005アペルトゥーラは冴えないシーズンとなって優勝争いに絡めず、2006年1月9日にリーベル・プレート監督を辞任してパサレラに引き継いだ。プレシーズン途中に辞任を決めたことは議論の対象となり、マルセロ・ガジャルドは「私もチームメイトも『彼のプロジェクト』とやらに賛同しない」と発言してメルロの突然の辞職を非難した。その後就任したラシン・クルブやエクアドルのバルセロナSCでは成功できなかった。2009年にはCAロサリオ・セントラルの監督に就任したが、選手の
エセキエル・ゴンサレスとの間の個人的な問題により、わずか5試合を指揮（3勝1分1敗）しただけで4月15日にクラブを離れた。
2017-18シーズンよりCDFEフエルサ・アマリージャSCの指揮官に招聘されたが、公式戦3試合を2分1敗で終えた段階の2017年8月15日に解任が発表された。

## タイトル

### 選手
リーベル・プレート
- プリメーラ・ディビシオン : 1975M, 1975N, 1977M, 1979M, 1979N, 1980M, 1981N

### 指導者
アトレティコ・ナシオナル
- カテゴリア・プリメーラA : 1999

ラシン・クルブ
- プリメーラ・ディビシオン : 2001A